# Philippe Wilmès
Philippe Wilmès (Etterbeek, 4 maart 1938 - Graven, 24 mei 2010) was een Belgisch ambtenaar, bestuurder en hoogleraar aan de Université catholique de Louvain. Hij was de vader van Sophie Wilmès, van 2019 tot 2020 premier van België.

## Biografie
Philippe Wilmès verloor zijn ouders in mei 1940 bij een bombardement dat het dorp Limal trof. Hij groeide bij zijn grootouders in Luxemburg op en liep school aan het atheneum in Virton. Hij studeerde aan de Hogere Zeevaartschool Antwerpen en vervolgens rechten aan de Université libre de Bruxelles, waar hij in 1967 tot doctor promoveerde. Wilmès studeerde ook toegepaste economische wetenschappen aan de Université catholique de Louvain, waar hij assistent was en 1973 zijn doctoraat verdedigde. Hij verbleef ook een jaar in de Verenigde Staten, waar hij verbonden was aan het departement Oceaantechniek van het Massachusetts Institute of Technology in Boston. Hij doceerde vervolgens in het Verenigd Koninkrijk en Canada.
In 1975 ging hij aan de slag op het kabinet van Jean Gol (RW, vanaf 1976 PRLW, vanaf 1979 PRL), Franstalig staatssecretaris voor Streekeconomie. Hij volgde Gol echter niet naar de PRLW en PRL, maar focuste zich op de PSC. Hij werd eind jaren 1970 regeringscommissaris bij de Société de développement régional pour la Wallonie (SDRW) en lid van het directiecomité van diens opvolger, de Société régionale d'investissement de Wallonie (SRIW). Begin jaren 1980 werd hij er vicevoorzitter.
In 1985 werd Wilmès bestuurder en voorzitter van de Nationale Investeringsmaatschappij (NIM). In die hoedanigheid zetelde hij in tientallen raden van bestuur en overlegde hij met de gewesten ter ondersteuning van hun industriebeleid. In 1989 was hij initiatiefnemer van Sofinim. In de jaren 1990 werden grote delen van de NIM geprivatiseerd en in 1994 werd de Federale Participatiemaatschappij (FPM), belast met het beheer van de niet door de staat verkochte activa, opgericht. Wilmès werd voorzitter van de FPM. In 1995 weigerde hij een mandaat bij het Internationaal Monetair Fonds. In 1997 vertegenwoordigde hij de PSC bij de Société de développement de l'Ouest du Brabant wallon (SDO), verantwoordelijk voor de reconversie van Waals-Brabant, dat bijzonder getroffen was door het faillissement van Forges de Clabecq. Hij was ook voorzitter van de Belgische Maatschappij voor Internationale Investering van 1995 tot 2010.
Hij was ook:
- hoogleraar aan de Université catholique de Louvain en algemeen beheerder van deze universiteit,
- regent bij de Nationale Bank van België (1993-2005),[1][2]
- lid van de Hoge Raad van Financiën,
- lid van de redactieraad van Trends-Tendances,
- bestuurder van de Bank voor Internationale Betalingen in Bazel,
- bestuurder Sabena, Sonaca, Tractebel, Petrofina, de Nationale Portefeuillemaatschappij, Fluxys en Sobelair.

In 1998 was Wilmès stichtend lid van de Brusselse zakenclub Cercle de Lorraine.